# Carroll Nye

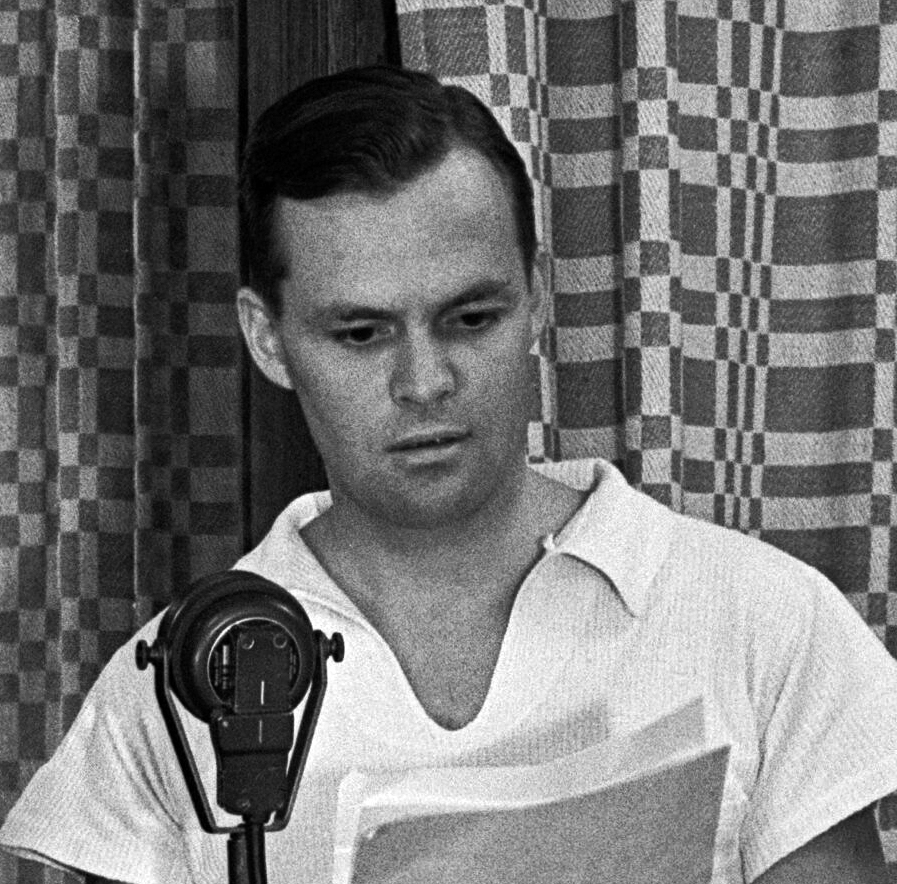
Carroll Nye (1935)

Robert Carroll Nye (* 4. Oktober 1901 in Acron, Ohio; † 17. März 1974 in Hollywood, Los Angeles, Kalifornien) war ein US-amerikanischer Filmschauspieler.

## Leben
Nyes Mutter Myra arbeitete für die Los Angeles Times, bei der Carroll Nye ebenfalls zeitweilig beschäftigt war. Carroll erhielt eine Ausbildung an der University of California. 
Seinen frühesten Filmauftritt hatte er 1925 in Three Wise Crooks. Zu Beginn seiner Karriere spielte er einige Hauptrollen, ab den 1930er-Jahren beschränkten sich Nyes Auftritte jedoch nur noch auf Nebenrollen. Seine bekannteste Rolle spielte er als Frank Kennedy in Vom Winde verweht im Jahr 1939. Für die Rolle von Scarletts etwas biederem, wenig gutaussehenden zweitem Ehemann wollte sich kein bedeutender Darsteller finden lassen. Nach diesem Film spielte er nur noch in wenigen weiteren Filmen mit; seine letzte Rolle hatte er vermutlich 1944 in einer nicht im Abspann erwähnten Rolle in der Filmbiografie Wilson. 
In späteren Jahren arbeitete Nye als Redakteur beim Radio und in der Öffentlichkeitsarbeit. In seiner Zeit bei CBS arbeitete Carroll Nye mit Groucho Marx bei dessen Sendung You Bet Your Life zusammen.
Carroll Nye war zweimal verheiratet, einmal mit einer Frau namens Dorothy, einmal mit der Schauspielerin Helen Lynch. Dorothy wird auf seinem Grabstein im Forest Lawn Memorial Park in Hollywood Hills erwähnt. Sein jüngerer Bruder war der bekannte Maskenbildner Ben Nye, Begründer der seit 1967 bestehenden Ben Nye Makeup Company und an Hunderten von Filmen als Maskenbildner beteiligt.

## Filmografie (Auswahl)
- 1925: Ein Mädel von Klasse (Classified)
- 1927: Moderne Mütter (The Silver Slave)
- 1927: Razzia (The Girl from Chicago)
- 1928: Wenn die Großstadt schläft (While the City Sleeps)
- 1929: Madame X
- 1935: Traveling Saleslady
- 1938: Safety in Numbers
- 1938: Shirley auf Welle 303 (Rebecca of Sunnybrook Farm)
- 1939: Vom Winde verweht (Gone with the Wind)
- 1941: Blüten im Staub (Blossoms in the Dust)
- 1944: Wilson